# Cian Ducrot
Cian Ducrot  (Cork, Irlanda, 30 de agosto de 1997) es un cantante y compositor irlandés que saltó a la fama con su single «All for You». Se hizo muy popular en 2022 a través de la plataforma de TikTok, llegando a alcanzar el puesto 19 en la lista de singles del Reino Unido. Su último sencillo, «I'll Be Waiting», ha alcanzado hasta ahora el puesto 16 en la lista de Reino Unido.

## Primeros años
Ducrot creció en Cork, Irlanda, su madre era concertista de piano y flauta. Siendo estudiante participó en varios clubs de teatro y de musicales en su escuela. Fue aceptado en la Royal Academy of Music de Londres para estudiar flauta clásica con una beca completa.

## Carrera

### 2018-2020: Royal Academy of Music yStarted in College
Un par de años después de comenzar sus estudios en Londres, Ducrot realizó un viaje a Los Ángeles, que le inspiró para intentar perseguir su sueño de convertirse en cantante pop en lugar de un flautista clásico. Dejó sus estudios clásicos y regresó a Irlanda. Con apenas dinero, viajaba con frecuencia a Los Ángeles sin alojamiento propio y durmiendo en los sofás de otras personas para poder conseguir el apoyo de algún sello discográfico. El resultado de todas estas experiencias las plasmó en el recopilatorio Started in College, lanzado en junio de 2020.
Tras este lanzamiento, Ducrot firmó con la discográfica Darkroom/Interscope Records.

### 2021-presente:Make Believe
En febrero de 2021, Ducrot lanzó su primer sencillo «Not Usually Like This». En marzo de ese mismo año, sacó al mercado «Crocodiles», un tema que trata sobre los sentimientos de ira y dolor tras la pérdida de un amigo.
En mayo de 2021, Ducrot lanzó «Know Me Again» junto con la artista canadiense Cate. En ese mismo año, sacó sucesivamente varios sencillos: «Chewing Gum», «Make Believe», «Hello Gorgeous» y finalmente «Happier Without Me». En diciembre de 2021, Durcrot lanzó su primer EP Make Believe que incluía todos los sencillos que había publicado a lo largo de ese mismo año. La mayoría de las canciones del disco fueron creadas durante el confinamiento de la pandemia, en soledad y lejos de su equipo de Darkroom.
En abril de 2022, Ducrot lanzó «All for You», convirtiéndose en su primer gran éxito, alcanzó el número 2 en Irlanda y el número 19 en el Reino Unido. En agosto de 2022 lanzó una versión de esa misma canción junto con Ella Henderson.
En noviembre de 2022, sacó al mercado «I'll Be Waiting», volviendo a estar otra vez en las listas de éxito del Reino Unido.
En diciembre de 2022, Ducrot lanzó una versión de «Hallelujah». En un video en vivo de la canción, el coro de estudiantes del Royal Northern College of Music se une al músico. Este acto se usó para promocionar que sería el invitado especial de la gira de Ed Sheeran por el Reino Unido.
En 2023, a causa de su fama adquirida a través de las redes sociales, realizó varias giras por Reino Unido, Europa y Australia.

## Discografía

### Extended plays
| Título       | Detalles                                                                                       |
| ------------ | ---------------------------------------------------------------------------------------------- |
| Make Believe | - Lanzamiento: 9 de diciembre de 2021 - Formato: Digital - Etiqueta: Cuarto oscuro, Interscope |

### Recopilatorio
| Título             | Detalles                                                                      |
| ------------------ | ----------------------------------------------------------------------------- |
| Started in College | - Lanzamiento: 10 de julio de 2020 - Formato: Digital - Disquera: Cian Ducrot |

### Sencillos
| Title                                     | Year | Peak chart positions | Peak chart positions | Peak chart positions | Peak chart positions | Peak chart positions | Peak chart positions | Peak chart positions | Peak chart positions | Certifications | Álbum        |
| Title                                     | Year | IRE                  | BEL (FL)             | DEN                  | NLD                  | NOR                  | SWE                  | SWI                  | UK                   | Certifications | Álbum        |
| ----------------------------------------- | ---- | -------------------- | -------------------- | -------------------- | -------------------- | -------------------- | -------------------- | -------------------- | -------------------- | -------------- | ------------ |
| «Not Usually Like This»                   | 2021 | —                    | —                    | —                    | —                    | —                    | —                    | —                    | —                    |                | Make Believe |
| «Crocodiles»                              | 2021 | —                    | —                    | —                    | —                    | —                    | —                    | —                    | —                    |                | Make Believe |
| «Know Me Again» con Cate                  | 2021 | —                    | —                    | —                    | —                    | —                    | —                    | —                    | —                    |                | Make Believe |
| «Chewing Gum»                             | 2021 | —                    | —                    | —                    | —                    | —                    | —                    | —                    | —                    |                | Make Believe |
| «Make Believe»                            | 2021 | —                    | —                    | —                    | —                    | —                    | —                    | —                    | —                    |                | Make Believe |
| «Hello Gorgeous»                          | 2021 | —                    | —                    | —                    | —                    | —                    | —                    | —                    | —                    |                | Make Believe |
| «Happier Without Me»                      | 2021 | —                    | —                    | —                    | —                    | —                    | —                    | —                    | —                    |                | Make Believe |
| «All for You» (solo y con Ella Henderson) | 2022 | 2                    | —                    | —                    | —                    | —                    | —                    | —                    | 19                   | - BPI: Gold    |              |
| «I'll Be Waiting»                         | 2022 | 6                    | 7                    | 20                   | 17                   | 17                   | 38                   | 56                   | 16                   | - BPI: Silver  |              |
| «Hallelujah»                              | 2022 | —                    | —                    | —                    | —                    | —                    | —                    | —                    | —                    |                |              |
| «Part of Me»                              | 2023 | —                    | —                    | —                    | —                    | —                    | —                    | —                    | —                    |                |              |